# Huangni (socken i Kina, Sichuan)
Huangni (kinesiska: 黄坭乡, 黄坭) är en socken i Kina. Den ligger i provinsen Sichuan, i den sydvästra delen av landet, omkring 320 kilometer sydost om provinshuvudstaden Chengdu. Antalet invånare är 18 091. Befolkningen består av 8 357 kvinnor och 9 734 män. Barn under 15 år utgör 26,0 %, vuxna 15-64 år 61 %, och äldre över 65 år 11,0 %.
Genomsnittlig årsnederbörd är 1 177 millimeter. Den regnigaste månaden är juli, med i genomsnitt 222 mm nederbörd, och den torraste är december, med 20 mm nederbörd.